# 涼宮ハルヒの完奏〜コンプリートサウンドトラック〜
『涼宮ハルヒの完奏〜コンプリートサウンドトラック〜』（すずみやハルヒのかんそう コンプリートサウンドトラック）は、テレビアニメ『涼宮ハルヒの憂鬱』のサウンドトラック。2016年7月7日にLantisから発売された。

## 概要
TVアニメ『涼宮ハルヒの憂鬱』の放送10周年を記念して発売された。『涼宮ハルヒの憂鬱(2006年版)』・『涼宮ハルヒの憂鬱(2009年版)』の劇伴・主題歌・ラジオ主題歌・挿入歌を収録したサウンドトラックCD。

これまでサウンドトラックCDはDVD初回限定版の特典やBlu-ray BOXに付属していたため、特に1期・2期の劇伴は初のCD単体での発売となった。またTVシリーズの全サウンドトラックに加え、TVでは未使用の楽曲も多数収録されている。CDジャケットには、京都アニメーションによる新規描き下ろしイラストでキョン、涼宮ハルヒ、長門有希、朝比奈みくる、古泉一樹が描かれている。

発売に際して、ランティスより動画サイト「YouTube」にSOS団の5人の声優によるドラマ形式の告知動画が投稿された。

## 収録曲

### Disc 1
（一部を除き作曲・編曲：神前暁）
1. SOS団始動! [1:40]
2. 何かがおかしい [1:40]
3. おいおい [2:01]
4. 憂鬱の憂鬱 [1:49]
作曲：神前暁、編曲：岡部啓一
5. ザ・ミステリアス [2:04]
6. 好調好調 [2:51]
7. ザ・強引 [2:04]
8. 激烈で華麗なる日々 [2:23]
9. 冬の足音 [1:32]
10. ゆるくいきましょう [1:49]
11. いつもの風景 [2:17]
12. ある雨の日 [1:41]
13. うんざりだ [1:10]
14. 悲劇のヒロイン [1:41]
15. 悲しみあふれる [1:38]
16. 小さくても素敵な幸せ [1:36]
17. ハルヒの想い [1:50]
18. みくるのこころ [2:18]
19. 長門の告白 [2:48]
20. ミステリータイム [4:02]
21. 神人 [2:42]
22. 神人-Guitar Ver. [0:54]
23. 閉鎖空間 [2:08]
24. コミカルハッスル [1:07]
25. やれやれおいおい [1:45]
26. ピコピコゲームミュージック [1:10]
作曲：ショスタコーヴィチ、編曲：神前暁
27. 特訓あるのみ [1:32]
28. 野球は青春との接触 [1:31]
29. ビーチバカンス [2:13]
30. 恐怖のはじまり [4:25]
31. カマドウマ [2:45]
32. 名探偵が解決 [0:23]
33. 学生ギターデュオ [0:36]
34. シャウトロックバンド [0:35]
35. 吹奏楽部 [0:43]
36. 冒険でしょでしょ?予告アレンジ [0:16]
作曲：冨田暁子、編曲：神前暁

### Disc 2
（一部を除き作曲・編曲：神前暁）
1. 非日常への誘い [2:03]
作曲：神前暁、編曲：高田龍一
2. 朝倉涼子の真実 [2:16]
3. 長門VS朝倉 [3:27]
4. 不満募って [1:05]
5. 素直な気持ち [2:29]
6. ハルヒの告白 [2:47]
7. 沈んだ心 [2:06]
作曲：神前暁、編曲：高田龍一
8. 虚無的空間 [2:14]
9. そして、いつもの風景 [1:24]
10. のどかな商店街 [3:10]
11. ユキ登場! [1:06]
12. ミクル変身!そして戦闘 [2:01]
13. ピンチっぽい! [2:07]
14. アイキャッチ [0:06]
15. ミクルとイツキのほのぼの同棲 [1:08]
16. ユキとミクルの心理戦 [1:13]
17. 大団円 [0:20]
18. エンドロール [3:20]

### Disc 3
（全作曲・編曲：神前暁）
1. 短冊の向こうに [2:04]
2. 届かない花 [1:58]
3. 白線マーチ [2:11]
4. 長門との出会い [2:27]
5. 物思う今日このごろ [1:38]
6. 長門の3年間 [1:51]
7. いつもの部室で [2:25]
8. 何かがおかしいVer.3 years [1:45]
9. 笹の葉 [1:19]
10. 活動開始 [1:34]
11. 庶民プール [2:05]
12. ミーティングタイム [2:21]
13. 夏の準備 [2:07]
14. 盆踊り [1:44]
15. 祭りの楽しみ [1:29]
16. 思い出作り [1:52]
17. セミ捕り合戦 [2:19]
18. 着ぐるみカエル隊 [1:38]
19. 天体観測 [1:44]
20. 狙え、ホームラン [1:35]
21. 過ぎゆく夏の日々 [1:58]
22. ティータイム [2:30]
23. 夏のけだるさ [2:05]
24. ホームラン [0:06]
25. 落ちるパズルゲーム [1:01]
26. 心の違和感 [1:08]
27. 長門の心へ [1:43]
28. スーパーマーケットテーマ [1:45]
29. 不穏なる空気感 [1:00]
30. ミステリアスオルゴール [2:52]
31. ループの真実 [2:42]
32. 役目は観測だから [1:40]
33. エンドレスなる月光 [1:15]
34. 脱出不可の沼地 [0:54]
35. 悪夢の予兆を感じる [1:30]
36. デジャブの中で [0:51]
37. 不安と疑惑と戸惑い [1:24]
38. デジャブの瞬間 [0:14]
39. 観測者の目に映るもの [1:24]
40. 予兆の察知 [0:31]
41. 異変の発覚 [2:04]

### Disc 4
（全作曲・編曲：神前暁）
1. 異変の正体 [2:36]
2. 不変の心のはずだった [1:22]
3. これが高校生の夏休み [1:41]
4. かき回される脳内 [0:55]
5. 崩れる脳の雰囲気 [1:27]
6. 溶け落ちる記憶回路 [1:10]
7. メルトダウナーマインド [1:25]
8. 数千回以上の思考 [1:00]
9. 泣き叫ぶ感情と脳細胞 [1:21]
10. 入道雲と紙ヒコーキの関係 [1:15]
11. 思い出作り～Ver.ボッサ～ [1:44]
12. 思い出作り～Ver.切なさ～ [2:16]
13. 思い出作り～Ver.悲しさ～ [2:07]
14. 思い出作り～Ver.オルゴール～ [2:04]
15. 思い出作り～Ver.やけくそ～ [1:44]
16. 我が道を行く女性 [1:42]
17. 突き進むのである [1:33]
18. 経験値のある時間帯 [1:48]
19. 精神の隅からやってくる [2:01]
20. 捉えられない記憶の残り香 [4:59]
21. 現実の中の異世界 [1:08]
22. 流麗なる巻き戻し世界 [1:02]
23. 舞い降りた解答 [1:12]
24. 日常であることの幸せを [2:04]
25. おふざけマーチ [1:50]
26. 抜けつつも進め [1:55]
27. 笑顔で強引に進む女 [1:38]
28. 真剣に悩む姿こそ面白い [2:29]
29. 穏やかな心でいよう [2:00]
30. 楽しいことはすぐ隣に [1:42]
31. スキップ気分の笑顔 [1:41]
32. おふざけマーチ～番外編～ [2:03]
33. 真剣に悩む姿こそ面白い～番外編～ [1:33]
34. 不協和音の発生 [1:53]
35. これ、ヤバイぞ [1:26]
36. 傍若無人にもほどがある [1:41]
37. 神経細胞がちぎれる音 [0:36]
38. 怒りの波動 [1:40]
39. 我慢ならない [1:34]
40. 後悔のココロ [1:37]
41. 見えた光明 [1:16]
42. 変化しすぎの日常 [1:01]

### Disc 5
1. 冒険でしょでしょ? [4:16]
歌：平野綾
作詞：畑亜貴、作曲：冨田暁子、編曲：藤田淳平
  - テレビアニメ『涼宮ハルヒの憂鬱（2006年版）』オープニングテーマ
2. ハレ晴レユカイ [3:35]
歌：涼宮ハルヒ(CV:平野綾)・長門有希(CV:茅原実里)・朝比奈みくる(CV:後藤邑子)
作詞：畑亜貴、作曲：田代智一、編曲：安藤高弘
  - テレビアニメ『涼宮ハルヒの憂鬱（2006年版）』エンディングテーマ
3. God knows... [4:39]
歌：涼宮ハルヒ(CV:平野綾)
作詞：畑亜貴、作曲・編曲：神前暁
  - テレビアニメ『涼宮ハルヒの憂鬱（2006年版）』第12話挿入歌
4. Lost my music [4:15]
歌：涼宮ハルヒ(CV:平野綾)
作詞：畑亜貴、作曲・編曲：神前暁
  - テレビアニメ『涼宮ハルヒの憂鬱（2006年版）』第12話挿入歌
5. First Good-Bye [4:36]
歌：涼宮ハルヒ(CV:平野綾)
作詞：畑亜貴、作曲・編曲：神前暁
  - 涼宮ハルヒの憂鬱 ドラマCD『サウンドアラウンド』主題歌
6. 恋のミクル伝説 [3:22]
歌：朝比奈みくる(CV:後藤邑子)
作詞：山本寛、作曲・編曲：神前暁
  - テレビアニメ『涼宮ハルヒの憂鬱（2006年版）』第1話挿入歌
7. 風読みリボン [3:45]
歌：平野綾
作詞：畑亜貴、作曲：鈴木盛広、編曲：安藤高弘
  - ラジオ『涼宮ハルヒの憂鬱 SOS団ラジオ支部』第1期オープニングテーマ
8. うぇるかむUNKNOWN [3:22]
歌：涼宮ハルヒ(CV:平野綾)・長門有希(CV:茅原実里)・朝比奈みくる(CV:後藤邑子)
作詞：畑亜貴、作曲：鈴木盛広、編曲：近藤昭雄
  - ラジオ『涼宮ハルヒの憂鬱 SOS団ラジオ支部』第1期エンディングテーマ
9. 最強パレパレード [4:19]
歌：涼宮ハルヒ(CV:平野綾)・長門有希(CV:茅原実里)・朝比奈みくる(CV:後藤邑子)
作詞：畑亜貴、作曲：田代智一、編曲：安藤高弘
  - ラジオ『涼宮ハルヒの憂鬱 SOS団ラジオ支部』第2期オープニングテーマ
10. 運命的事件の幸福 [4:30]
歌：涼宮ハルヒ(CV:平野綾)・長門有希(CV:茅原実里)・朝比奈みくる(CV:後藤邑子)
作詞：畑亜貴、作曲：田村信二、編曲：近藤昭雄
  - ラジオ『涼宮ハルヒの憂鬱 SOS団ラジオ支部』第2期エンディングテーマ
11. Super Driver [4:18]
歌：平野綾
作詞：畑亜貴、作曲・編曲：神前暁
  - テレビアニメ『涼宮ハルヒの憂鬱（2009年版）』オープニングテーマ
12. 止マレ! [3:55]
歌：涼宮ハルヒ(CV:平野綾)・長門有希(CV:茅原実里)・朝比奈みくる(CV:後藤邑子)
作詞：畑亜貴、作曲：田代智一、編曲：安藤高弘
  - テレビアニメ『涼宮ハルヒの憂鬱（2009年版）』エンディングテーマ

## 受賞歴
- ハイレゾ音源大賞2016年各ストア賞（mora賞）[2]